# Lestes simplex
Lestes simplex är en trollsländeart som beskrevs av Hagen 1861. Lestes simplex ingår i släktet Lestes och familjen glansflicksländor. Inga underarter finns listade i Catalogue of Life.